# The Tenderfoot (film 1909)
The Tenderfoot è un cortometraggio muto del 1909 diretto da Francis Boggs. Prodotto dalla Selig Polyscope Company, aveva come interpreti Hobart Bosworth, Betty Harte e Tom Santschi.

## Produzione
Il film fu prodotto dalla Selig Polyscope Company.

## Distribuzione
Distribuito dalla Selig Polyscope Company, il film uscì nelle sale cinematografiche statunitensi il 7 gennaio 1909. Nelle proiezioni, veniva programmato con il sistema dello split reel, accorpato in un'unica bobina con due altri cortometraggi prodotti dalla Selig, la commedia Schooldays e il drammatico The Tyrant's Dream.